# Hyvinkää Falcons 2023
Questa voce raccoglie le informazioni riguardanti gli Hyvinkää Falcons nelle competizioni ufficiali della stagione 2023.

## Maschile

### II-divisioona 2023

#### Stagione regolare
| Myllypuro 30 maggio 2023, ore 18:00 1ª giornata | East City Giants | 53 – 0 (7-0 25-0 14-0 7-0) referto | Hyvinkää Falcons |  |

| Hyvinkää 11 giugno 2023, ore 13:00 3ª giornata | Hyvinkää Falcons | 6 – 33 (6-7 0-13 0-13 0-0) referto | Turku Trojans | Urheilupuisto |

| Kuusankoski 17 giugno 2023, ore 13:00 4ª giornata | Kuusankoski Cowboys | 35 – 0 (13-0 7-0 15-0 0-0) referto | Hyvinkää Falcons | Kuusaan pallokenttä |

| Hyvinkää 8 luglio 2023, ore 12:00 6ª giornata | Hyvinkää Falcons | 6 – 39 (6-0 0-14 0-13 0-12) referto | East City Giants | Urheilupuisto |

| Turku 23 luglio 2023, ore 16:30 8ª giornata | Turku Trojans | 49 – 0 (6-0 21-0 8-0 14-0) referto | Hyvinkää Falcons | Turun Urheilupuiston yläkenttä |

| Hyvinkää 30 luglio 2023, ore 13:00 9ª giornata | Hyvinkää Falcons | 0 – 42 (0-14 0-7 0-14 0-7) referto | Kuusankoski Cowboys | Perttulan kentät |

### Statistiche di squadra
| Competizione      | %Vittorie | In casa | In casa | In casa | In casa | In casa | In casa | In trasferta | In trasferta | In trasferta | In trasferta | In trasferta | In trasferta | Totale | Totale | Totale | Totale | Totale | Totale |
| Competizione      | %Vittorie | G       | V       | N       | P       | Pf      | Ps      | G            | V            | N            | P            | Pf           | Ps           | G      | V      | N      | P      | Pf     | Ps     |
| ----------------- | --------- | ------- | ------- | ------- | ------- | ------- | ------- | ------------ | ------------ | ------------ | ------------ | ------------ | ------------ | ------ | ------ | ------ | ------ | ------ | ------ |
| Stagione regolare | .000      | 3       | 0       | 0       | 3       | 12      | 114     | 3            | 0            | 0            | 3            | 0            | 137          | 6      | 0      | 0      | 6      | 12     | 251    |
| Totale            | .000      | 3       | 0       | 0       | 3       | 12      | 114     | 3            | 0            | 0            | 3            | 0            | 137          | 6      | 0      | 0      | 6      | 12     | 251    |

## Femminile

### Naisten II-divisioona 2023

#### Stagione regolare
| Seinäjoki 21 maggio 2023, ore 13:00 1ª giornata | Seinäjoki Crocodiles | 22 – 7 (0-0 8-0 0-7 14-0) referto | Hyvinkää Falcons/ Porvoon Butchers | Jouppilanvuoren tekonurmi |

| Porvoo 27 maggio 2023, ore 14:00 2ª giornata | Hyvinkää Falcons /Porvoon Butchers | 49 – 14 (13-0 6-14 8-0 22-0) referto | Pirkkala Spartans | Myllymäen tekonurmi |

| Kuopio 10 giugno 2023, ore 12:00 4ª giornata | Kuopio Steelers | 0 – 46 (0-6 0-13 0-21 0-6) referto | Hyvinkää Falcons/ Porvoon Butchers | Lippumäen ylipainehalli |

| Hyvinkää 17 giugno 2023, ore 13:00 5ª giornata | Hyvinkää Falcons /Porvoon Butchers | 16 – 36 (0-8 8-14 0-14 8-0) referto | Helsinki Wolverines | Hyvinkään urheilupuisto |

| Hyvinkää 1º luglio 2023, ore 13:00 6ª giornata | Hyvinkää Falcons /Porvoon Butchers | 62 – 18 (16-0 14-6 16-6 16-6) referto | Seinäjoki Crocodiles | Hyvinkään urheilupuisto |

| Pirkkala 8 luglio 2023, ore 15:00 7ª giornata | Pirkkala Spartans | 14 – 62 (8-16 0-12 6-16 0-18) referto | Hyvinkää Falcons/ Porvoon Butchers | Pirkkalan keskuskenttä |

#### Playoff
| Porvoo 22 luglio 2023, ore 14:00 Semifinale | Hyvinkää Falcons/ Porvoon Butchers | 54 – 8 (16-8 24-0 8-0 6-0) referto | Seinäjoki Crocodiles | Porvoon Keskuskenttä |

| Helsinki 4 agosto 2023, ore 18:30 Finale | Helsinki Wolverines Blue | 46 – 8 (8-0 16-8 0-0 22-0) referto | Hyvinkää Falcons/ Porvoon Butchers | Velodromo di Helsinki |

### Statistiche di squadra
| Competizione      | %Vittorie | In casa | In casa | In casa | In casa | In casa | In casa | In trasferta | In trasferta | In trasferta | In trasferta | In trasferta | In trasferta | Totale | Totale | Totale | Totale | Totale | Totale |
| Competizione      | %Vittorie | G       | V       | N       | P       | Pf      | Ps      | G            | V            | N            | P            | Pf           | Ps           | G      | V      | N      | P      | Pf     | Ps     |
| ----------------- | --------- | ------- | ------- | ------- | ------- | ------- | ------- | ------------ | ------------ | ------------ | ------------ | ------------ | ------------ | ------ | ------ | ------ | ------ | ------ | ------ |
| Stagione regolare | .667      | 3       | 2       | 0       | 1       | 127     | 68      | 3            | 2            | 0            | 1            | 115          | 36           | 6      | 4      | 0      | 2      | 242    | 94     |
| Playoff           | .500      | 1       | 1       | 0       | 0       | 54      | 8       | 1            | 0            | 0            | 1            | 8            | 46           | 2      | 1      | 0      | 1      | 62     | 54     |
| Totale            | .625      | 4       | 3       | 0       | 1       | 181     | 76      | 4            | 2            | 0            | 2            | 123          | 82           | 8      | 5      | 0      | 3      | 304    | 148    |